# أتريمة قلبية الأوراق
أتريمة قلبية الأوراق (الاسم العلمي: Eutrema cordifolium) هي نوع من النباتات يتبع جنس الأتريمة من الفصيلة الكرنبية.